# Nationale Maritime Konferenz
Die Nationale Maritime Konferenz (NMK) ist eine Veranstaltungsreihe des Bundesministeriums für Wirtschaft und Energie (BMWi) zu maritimen Fragen und Interessen Deutschlands. Sie wird vom Maritimen Koordinator der Bundesregierung verantwortlich organisiert, veranstaltet und geleitet und befasst sich im Schwerpunkt mit Themen zum Schiffbau, zur Hafenwirtschaft, Seeschifffahrt und Meerestechnik, zu Offshorethemen und zum Klima- und Umweltschutz.
Die erste Nationale Maritime Konferenz in Emden wurde am 13. Juni 2000 vom damaligen Bundeskanzler Gerhard Schröder eröffnet. Weitere Tagungsorte waren Warnemünde (2001), Lübeck (2003), Bremen (2005), Hamburg (2006), Rostock (2009), Wilhelmshaven (2011), Kiel (2013), Bremerhaven (2015), Hamburg (2017), Friedrichshafen (2019) und zuletzt wieder Bremen (2023).